# Pterocaesio tile
Pterocaesio tile is een straalvinnige vis uit de familie van Caesionidae, orde baarsachtigen (Perciformes), die voorkomt in de Grote en Indische Oceaan.

## Anatomie
Pterocaesio tile kan een maximale lengte bereiken van 30 cm. Van de zijkant gezien heeft het lichaam van de vis een normale vorm, van bovenaf gezien is de vorm het best te typeren als gedrongen. De kop is min of meer recht. De ogen zijn zijn normaal van vorm en zijn symmetrisch. 
De vis heeft één zijlijn, één rugvin en één aarsvin. Er zijn tien stekels en 19 tot 22 vinstralen in de rugvin en drie stekels en 13 vinstralen in de aarsvin.

## Leefwijze
Pterocaesio tile is een zoutwatervis die voorkomt in een tropisch klimaat.  De soort is voornamelijk te vinden in zeeën en koraalriffen. De diepte waarop de soort voorkomt is maximaal 60 m onder het wateroppervlak. 
Het dieet van de vis bestaat hoofdzakelijk uit dierlijk voedsel, waarmee het zich voedt door selectief plankton uit het water te filteren.

## Relatie tot de mens
Pterocaesio tile is voor de visserij van aanzienlijk commercieel belang. De soort komt niet voor op de Rode Lijst van de IUCN. 